# 9 Волна
9 Волна — первый общекавказский развлекательный телеканал. Концепцией канала, как телевизионного пространства, является единение многочисленных народов, проживающих на Кавказе, а также, желание познакомить жителей всех регионов России с культурой и многообразием исполнителей Северного Кавказа и Закавказья.

## История
Изначально телеканал задумывался как небольшой кабельный канал, предназначенный для вещания в девяти (отсюда название) городах Северного Кавказа. Стартовой датой вещания телеканала считается 9 апреля 2010 года в базовом пакете оператора спутникового телевидения Триколор ТВ. Телеканал «9 Волна» трижды становился победителем в номинации «Музыкальный канал» по итогам зрительского голосования на Национальной Премии в области цифрового телевидения «Большая цифра», также 3 года подряд принимал участие в крупнейшей международной телевыставке «CSTB».
1 сентября 2017 года прекратил вещание в связи с ребрендингом в ACB TV. 25 декабря 2019 года в официальной группе телеканала ВКонтакте появилось сообщение о том, что «всеми любимое название телеканала „9 Волна“ возвращается!». 1 января 2020 года в 00:00 9 Волна возобновила вещание.

## Ежегодная премия телеканала «9 Волна»
Ежегодно телеканалом «9 Волна» проводится церемония вручения Премии за вклад в развитие этнической музыки, лауреатами которой становятся лучшие исполнители со всех уголков Северного Кавказа и Закавказья.
Даты и места проведения Премии:
- I церемония вручения музыкальной Премии «Девятая Волна» — 27 января 2011 года, г. Черкесск.
- II церемония вручения музыкальной Премии «Девятая Волна» — 27 февраля 2012 года, г. Черкесск.
- III церемония вручения музыкальной Премии «Девятая Волна» — 1 марта 2013 года, г. Черкесск[12][13].
- IV церемония вручения музыкальной Премии «Девятая Волна» — 23 мая 2014 года, г. Грозный[14].
- V Юбилейная церемония вручения музыкальной Премии «Девятая Волна» — 19 мая 2016 года, г. Грозный

## Ежегодный общекавказский «Фестиваль инструментальной музыки»
Одна из основных задач фестиваля − дружба разных культур, а также пропаганда кавказских музыкальных инструментов, содействие сохранению и развитию культуры народов Северного Кавказа и Закавказья.
Даты и места проведения Фестиваля:
- Первый ежегодный общекавказский «Фестиваль инструментальной музыки» — 18 апреля 2014 года, г. Черкесск.[16]
- Второй ежегодный общекавказский «Фестиваль инструментальной музыки» — 17 апреля 2015 года, г. Владикавказ.
- Третий ежегодный общекавказский «Фестиваль инструментальной музыки» — 22 марта 2016 года, г. Нальчик.

## Программы

### Интерактивы
- Рубрика «Твоё время» (2010)
- TOP9 (2013)
- Рубрика «Чат со звездой» (2014)
- Народный Хит (2015)
- 9 Кадров (2015)
- 9 Самых (2015)
- Кто о чём (2015)
- Твой герой (2015).

### Проекты
- Марципаны из Пьетрасанта (2011)
- Без поваров (2013)
- Плохие танцоры (2013)
- Интервью-экстрим (2014)
- За кадром (2015).

### Кино
С 2019 года стали показывать фильмы, которые сняты в Грузии, Азербайджане, Болгарии с переводом на русский язык. Фильмы шли не только по пятницам, но и по праздникам.

## 9WavePro
Одним из детищ канала является профессиональная съемочная группа «9WavePro», которая начала свою деятельность с момента основания медиагруппы. Продакшн проводит съёмки рекламных роликов, клипов и проектов как для телеканала, так и для сторонних заказчиков.

## Вещание телеканала
Зрительская аудитория канала составляет более 30000000 зрителей.

### Спутниковое
| Спутник             | ABS 2 75º в. д. | Eutelsat 36A/ 36B 36º в. д. | Intelsat 15/ Horizons 2 85 º в. д. |
| Пакет               | МТС ТВ          | Триколор ТВ                 | Континент ТВ                       |
| Частота, Мгц        | 11920           | 11804                       | 11106                              |
| Поляризация         | V               | L                           | H                                  |
| Тип сигнала         | HEVC            | MPEG-4                      | MPEG-4                             |
| Кодирование         | Vmx             | DRE                         | Ird                                |
| Скорость потока(SR) | 45000           | 27500                       | 45000                              |
| FEC                 | 2/3             | 3/4                         | 4/5                                |

### Кабельное
Вещание производится в кабельных сетях более 50 регионов России. Кабельные операторы (наиболее крупные):
- Ростелеком
- OAO «МТС»[17]
- ОАО «Мегафон».

### Интернет-вещание
Канал осуществляет вещание на официальном сайте телеканала в режиме онлайн, а также посредством приложений интернет-телевидения Smart TV.